# Lastage

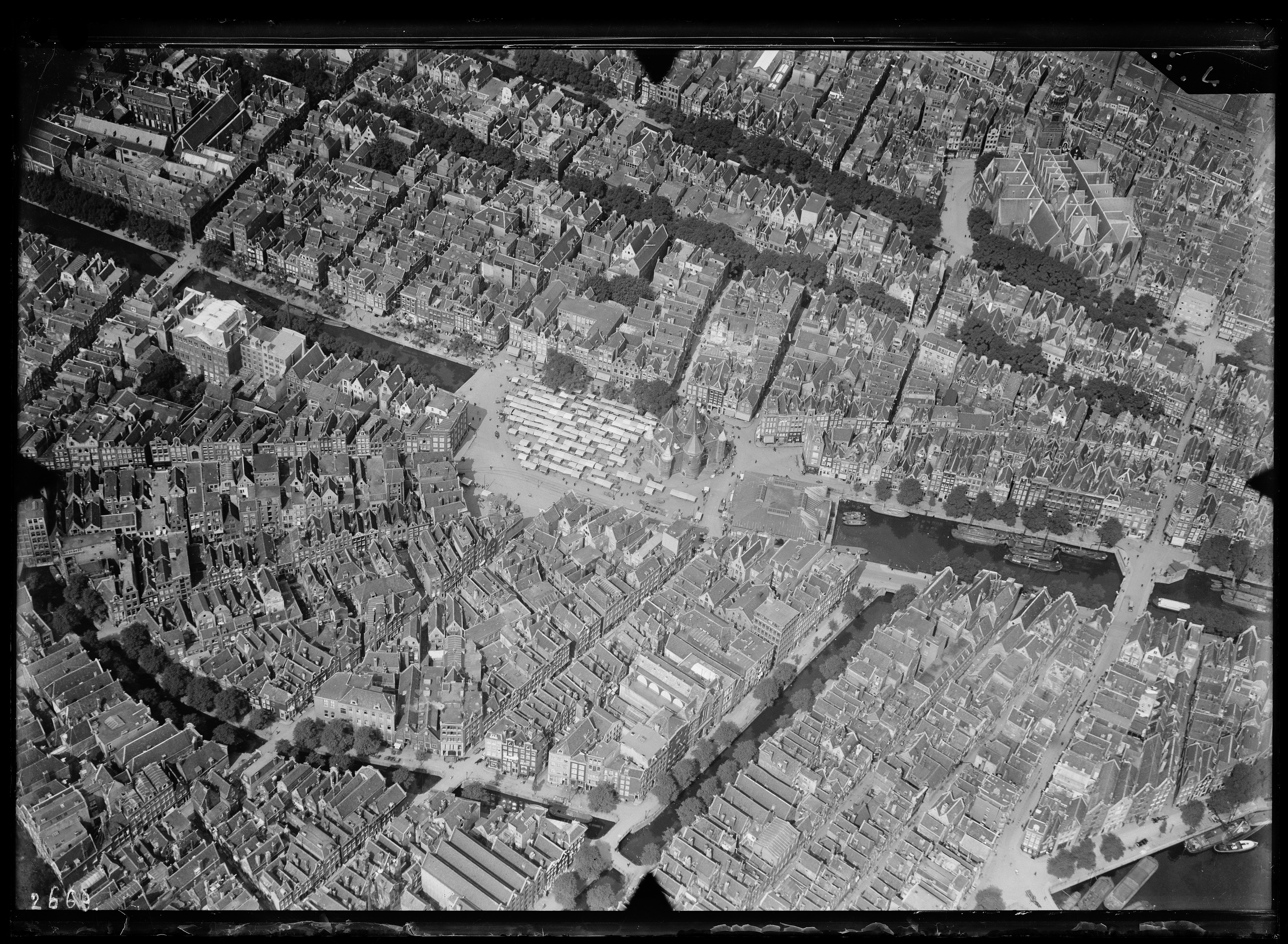
Luchtfoto van de Nieuwmarkt (midden) en de Nieuwmarkbuurt (voorgrond) gezien naar het westen. Linksonder de Kromboomssloot, rechts daarvan de Rechtboomssloot; circa 1930. Luchtvaartafdeeling, 1920-1940.

De Lastage is een oude wijk in de gemeente Amsterdam, in de Nederlandse provincie Noord-Holland. De wijk ligt tussen de Geldersekade en de Oudeschans, oostelijk van en buiten de muren van de middeleeuwse stad. Tegenwoordig staat het gebied bekend als Nieuwmarktbuurt.
Het gebied is een beschermd stadsgezicht.

## Geschiedenis
De Lastage behoorde door het handvest van graaf Albrecht (1386), bevestigd door Willem van Beieren in 1404, tot de stadsvrijheid van Amsterdam, het gebied buiten de muren waar wel het stadsrecht kon worden uitgeoefend maar waar geen poortersrechten golden. De slappe grond mocht er niet worden opgehoogd of verhard om te voorkomen, dat belegeraars er een kanon konden opstellen. Delen mochten niet worden bebouwd om vanuit de stad een vrij schootsveld te houden, en in andere delen mocht alleen in hout worden gebouwd: snel af te breken of te branden.
Als alle stadsvrijheden ontwikkelde de Lastage zich tot een bedrijfsterrein: ze was in de 15e eeuw de plaats, waar schepen van ballast werden voorzien (de naam komt van ""lastaedse", ballast). 
en in de 16e eeuw groeide het uit tot het industrie- en havengebied van de stad. Halverwege de 16e eeuw waren op de Lastage vijf lijnbanen gevestigd, een aantal mastenmakers en enkele werven voor het breeuwen en kalefateren (= repareren) van schepen. Het drassige en moerassige gebied lag buiten de stadsmuur; de bewoners of eigenaren hadden niet of minder te maken met allerlei belastingen en verordeningen op het gebied van ruimtelijke ordening. De Waal, een bocht in het IJ, was ondiep. Slecht voor de handel, maar ideaal om 's winters schepen af te meren.
Tijdens de Gelderse Oorlogen werd de Lastage enkele malen bedreigd door de troepen van Karel van Gelre. Toen deze in het voorjaar van 1508 Weesp en Muiden had bezet, liet het stadsbestuur van Amsterdam uit voorzorg de Lastage afbranden. In december 1512 waren het de Geldersen die de brand in de scheepwerfjes staken. 
Voor het ballasten, ontlasten en belasten, waaraan de Lastage haar naam heeft te danken, stond ter hoogte van de Schreierstoren een kraan in het IJ om lading, masten en ankers in of uit te tillen.
Tussen de Montelbaansgracht en de Geldersekade werd rond 1530 een sloot gegraven, die naar een van de aanliggende eigenaren, Cornelis P. Boom, Recht Boomssloot werd genoemd. De oude wetering die door de Lastage liep, kreeg de naam Krom Boomssloot. Voorstellen uit 1543 en 1548 van de bewoners om de Lastage bij de stad te trekken werden niet gehonoreerd, alhoewel zij met een schilderij van Cornelis Anthonisz. naar de Grote Raad van Mechelen togen om hun zaak en de ligging van de Lastage te illustreren. In 1550 stonden er ruim 550 huizen buiten de muren. In 1564 drongen de bewoners via de landvoogdes Margaretha van Parma opnieuw aan op stadsuitleg. Vanwege de brandgevaarlijke activiteiten wees de stadsregering de voorstellen af. Toen de opstand uitbrak en Alva een bloedraad instelde, vertrokken diverse eigenaren naar het buitenland. Ze zouden in 1578 terugkeren met nieuwe inzichten en handelscontacten aan de Oostzee.

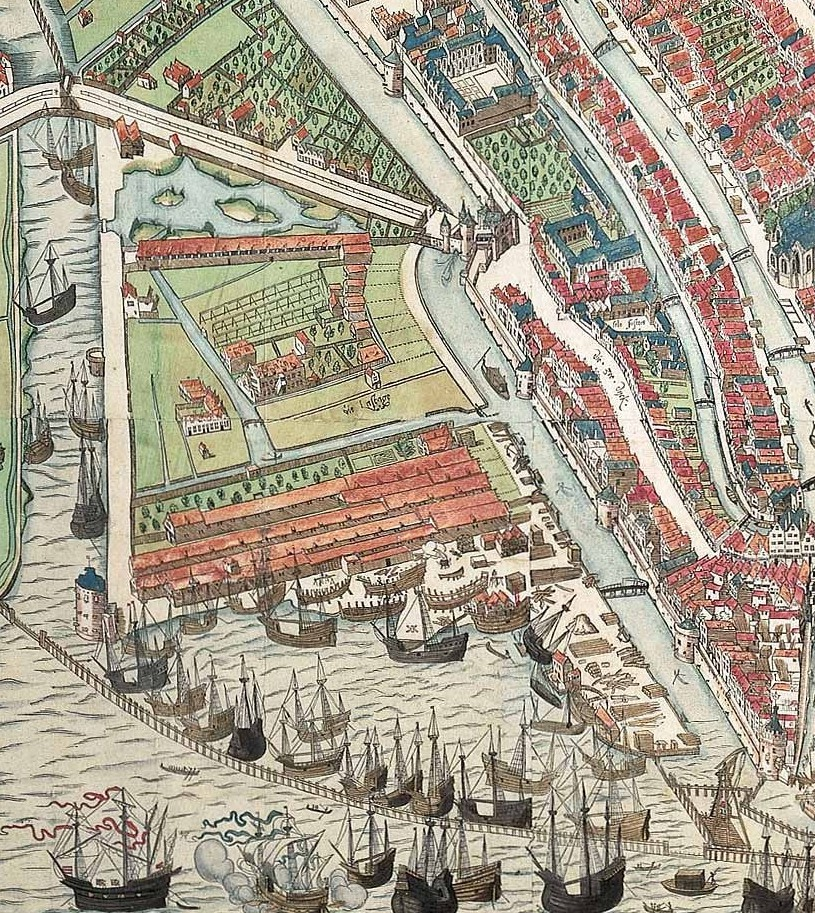
De Lastage rond 1543, met links de Oudeschans en rechts de Geldersekade.

Onmiddellijk na de Alteratie, toen Amsterdam als laatste Hollandse stad zich aansloot bij de door Willem van Oranje geleide opstand tegen Spanje, maakten de nieuwe burgemeesters, waaronder enkele eigenaren van grond op de Lastage, bouwplannen voor de Lastage en de uitbreiding en vernieuwing van de haven. Na afkondiging van een bouwverbod kondigde het stadsbestuur in 1579 aan de Lastage te willen onteigenen. Dàt voorstel werd door de eigenaren niet geaccepteerd. De door sommige eigenaren hoog ingeschatte verkoopwaarde stuitte weer bij de burgemeesters op bezwaren. In de navolgende jaren ging een aantal eigenaren akkoord met de door een commissie bepaalde taxatiewaarde. Met een tweetal eigenaren, te weten de lijnslager Claes Burchmansz. Dob en Robrecht Cools werd geprocedeerd tot aan het hoogste gerecht, het Hof van Holland. De burgemeesters hadden haast, vooral omdat Amsterdam in 1585 besloot - na de val van Antwerpen - het gebied beter te beschermen, hiertoe werd de Oudeschans gegraven. Het gevaar bestond dat hertog van Parma verder zou oprukken naar het noorden. Nadat het tweetal dwarsliggers gedwongen was akkoord te gaan en mee te werken, is met spoed een verdedigingswal opgeworpen, tegenwoordig bekend als de Oudeschans. 

## De Melioratie
Ondertussen (1586) werd voor de Lastage bepaald hoe de straten, stegen en burgwallen zouden worden gelegd. De eigenaren verplichtten zich tot het afbreken van de bestaande bebouwing, zoals schuttingen, lijnbanen, droog- en teerhuisjes en de ophoging van hun erven. De stad zou zorg dragen voor zand, bestrating en stenen beschoeiing van de wallenkant, waarvoor de eigenaren een nog vast te stellen bedrag aan belasting, voor de Melioratie moesten betalen. Het acht jaar eerder ingestelde bouwverbod werd opgeheven. Alvorens te mogen timmeren, moest het te betalen bedrag aan Melioratie voor iedere eigenaar schriftelijk zijn vastgelegd. Daartoe zou ieders erf en het verlies aan straat en wal worden opgemeten.
Pas rond 1589 werd ten zuiden van de Recht Boomssloot begonnen met de bouw van huizen op kavels, die inmiddels door de stad waren aangekocht en opgehoogd. De werkzaamheden verplaatsten zich steeds meer in oostelijke richting. Bij de burgwal werd een hoge brug gebouwd naar Uilenburg. Het eiland maakte deel uit van een Tweede Uitleg, bestemd voor de inmiddels florerende en snel expanderende scheepsbouw. Deze uitleg had als doel dat de scheepswerven en mastenmakers zich verplaatsten en delen van de Lastage kon worden herverkaveld. In januari 1595 werden de grofsmeden van de Lastage geweerd; ze zorgden voor te veel stank, lawaai en brandgevaar. Ze betrokken het noordelijke deel van het eiland Uilenburg.
Als gevolg van een heftige economische crisis kwam de verkoop van bouwpercelen rond 1596 helemaal stil te liggen. Het register van door de stad bij publieke veiling ter verkoop aangeboden percelen geeft dat duidelijk weer.

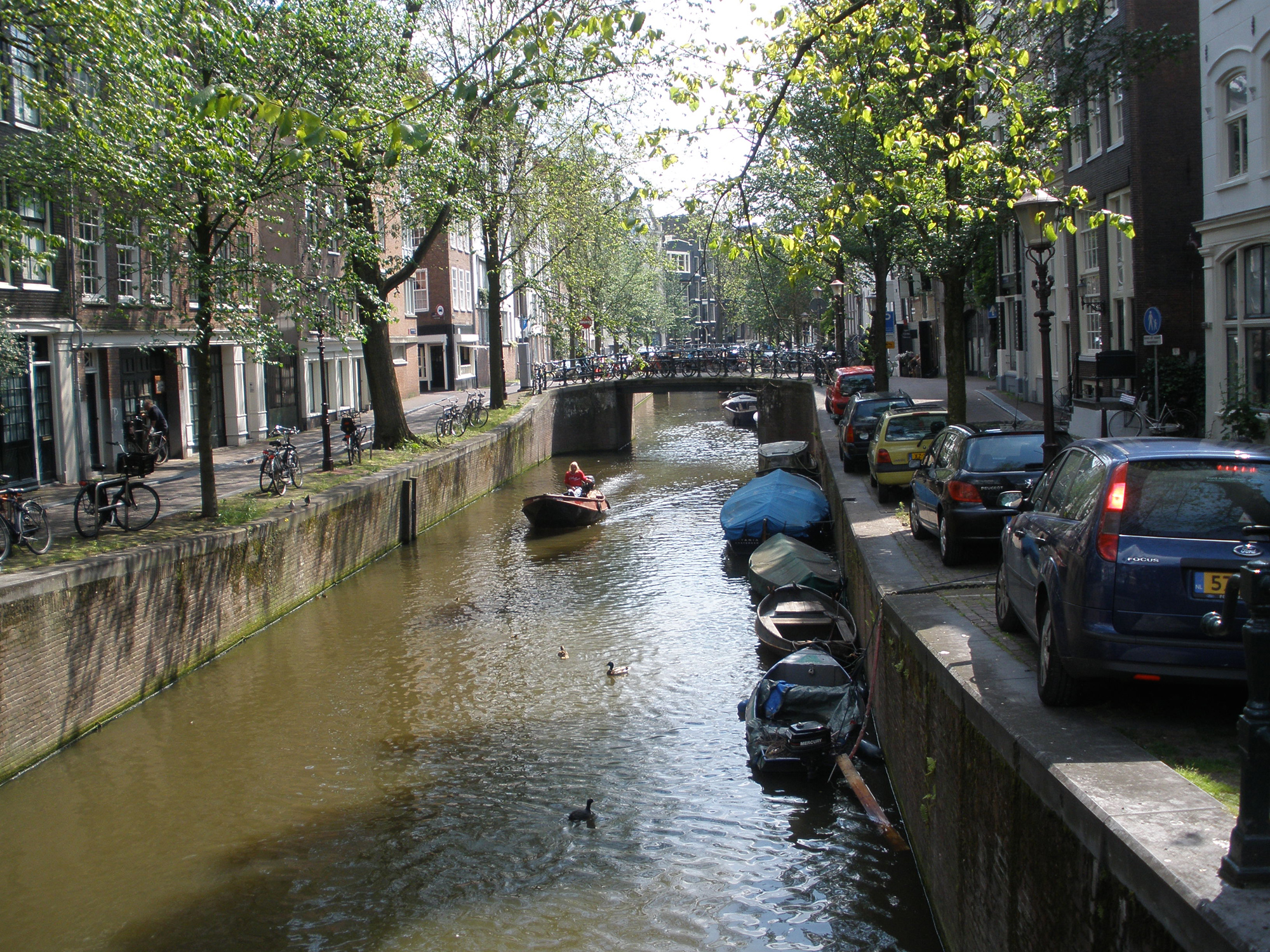
Kromboomssloot

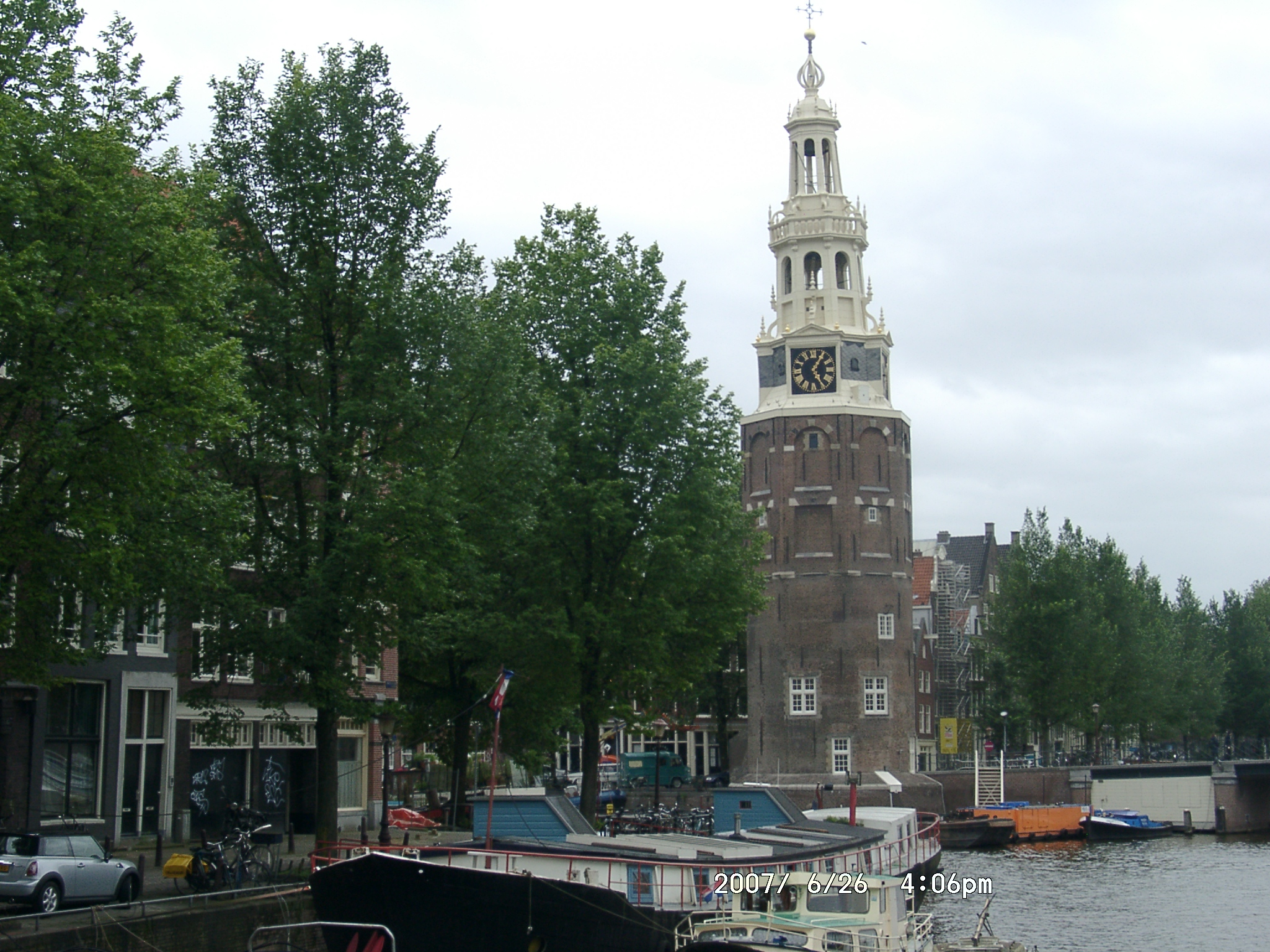
Oudeschans met Montelbaanstoren

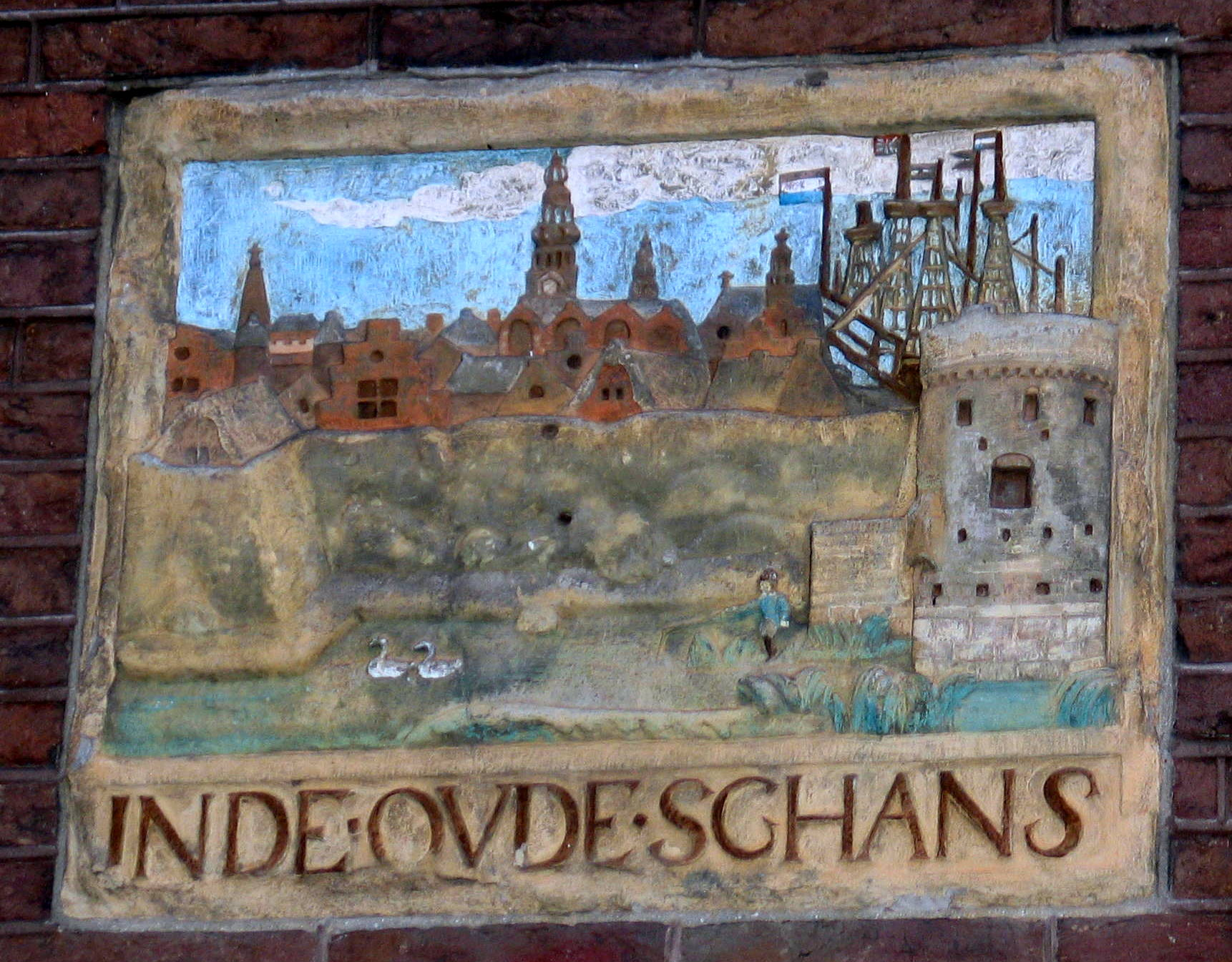
Gevelsteen in de muur van het Amsterdam Museum

Een nieuw conflict ontstond toen de landmeter Adriaen Ockersz. in 1597 een verdeling van de kosten, de zogenaamde Repartitie, ter tafel bracht. De vernieuwing van de Waal (= de haven) en het rechttrekken van de oever was inmiddels gereed gekomen. Veel eigenaren maakten bezwaar tegen de vastgestelde taxatiewaarde. Cleyn Ceesje, een mastemaker op de Kromme Waal, maakte bezwaar tegen een onjuiste berekening.
Tot grote ontsteltenis moest door de eigenaren acht jaar verlopen rente worden betaald.  De eigenaren protesteerden vooral tegen de kosten van beschoeiing en bestrating, want in de binnenstad hoefden de bewoners ook niet op te draaien voor de kosten van bestrating. De burgemeesters probeerden duidelijk te maken dat bestrating in geval van brand van groot belang was: Delft, Haarlem en Leiden werden als voorbeeld gesteld. Brand was een hot item in dat jaar, omdat 26 huizen in de Warmoesstraat, 33 huizen in de Sint Antoniesbreestraat en op de Geldersekade een aantal pakhuizen waren afgebrand, volgestouwd met waardevolle Moscovische goederen.
In februari 1598 werden na faillissement van de gebroeders Doesburg en een gerechtelijke procedure tot aan het Hof van Holland de twee laatste lijnbanen afgebroken. Eerst toen kon een begin worden gemaakt met de aanleg van de Jonker- en de Bantammerstraat op de Lastage. De huren in de stad waren inmiddels schrikbarend gestegen en meer dan verdubbeld. De bouwactiviteit verplaatste zich in noordelijke en westelijke richting.
Om het bouwrijpmaken van de beide grootste kavels op de Lastage te financieren is gebruikgemaakt van producenten, o.a. Jannetje Pelgrom, de dochter van een burgemeester, haar vierde echtgenoot (Jan of Hans Vanderbeke) en Jan de Wael, een burgemeester en brouwer uit Haarlem en de broer van haar eerste echtgenoot. Zij waren projectontwikkelaars, misschien in samenwerking met het stadsbestuur. Twee andere belangrijke speculanten of grondeigenaren waren Syvert P. Sem, bewindhebber van de Compagnie van Verre en Frans Hendricksz. Oetgens, belast met stadsontwikkeling en publieke werken.
In 1601 stelden de burgemeesters een nieuwe taxatiewaarde voor op de Lastage. In het voorstel werd rekening gehouden met de ligging van de in waarde gestegen grond en het verlies aan beschoeiing en bestrating. Het voorstel is door de eigenaren verworpen, omdat nog steeds rente aan de stad zou moeten worden betaald. Pas in 1604 viel het definitieve en voordelige besluit. Het bedrag aan Melioratie is na zeven jaar strijd met 30% verminderd. De opbrengst van ruim 10.000 gulden is aan de armen uitgekeerd. Nog in datzelfde jaar is men op verzoek en op kosten van de bewoners begonnen met het bouwen van een brug naar de Schreierstoren. 

## Conclusie
De uitbreiding van de Lastage verliep minder voorspoedig dan lange tijd op gezag van Tobias van Domselaer en zijn navolgers is aangenomen. Van Domselaer meende in 1665 dat de Eerste Vergroting al in 1593 was voltooid en beschreef de Lastage inmiddels als een overbevolkte achterbuurt. De stadsuitbreiding op de Lastage heeft minstens vijftien jaar in beslag genomen, vanaf 1589 tot 1604. Alleen op de percelen die in handen van de stad of de burgemeesters waren gekomen, kon direct worden gebouwd. De touwslagers, houthandelaren, mastenmakers en scheepstimmerlieden die geen zitting hadden in het stadsbestuur, hadden weinig trek om hun uitermate gunstig gelegen percelen - tussen de stad en de haven - op te geven en tegen meerprijs nieuwe bouwgrond te verwerven op Uilenburg en Rapenburg. De eigenaren op de Lastage zijn door verordeningen gedwongen of door gunstige regelingen overgehaald hun percelen op te geven, maar niet zonder protest en bijval van oud-burgemeester C.P. Hooft, die zich in de raad meerdere malen opwond over de gang van zaken; ook bij de volgende stadsuitbreiding.

## Nieuwmarkt
Door de stadsuitbreiding verloor de Sint Antoniespoort zijn functie. De poort werd gebruikt als beurs, als waag en als onderkomen voor een aantal gilden. Door gedeeltelijke demping van de voormalige stadsgracht werd een plein aangelegd, de Nieuwe Markt of Nieuwmarkt.

## Behoud en restauratie
In de jaren zestig van de 20e eeuw werd door de vroegere Lastage een autoweg en een metrolijn gepland. Onder bezielende leiding van monumentenactivist Geurt Brinkgreve werd tussen 1967 en 1975 geijverd voor het behoud van het Huis De Pinto. De krakers en de in 1971 opgerichte Stichting De Pinto, een initiatief van Geurt Brinkgreve, wisten het pand uiteindelijk te behouden. De Stichting liet het zwaar verwaarloosde huis in 1974-'75 restaureren. Met het behoud van dit strategisch gelegen huis, werd de aanleg geblokkeerd van de omstreden brede vierbaansweg door de Nieuwmarktbuurt, die onderdeel was van het 'Wederopbouwplan' uit 1953. Op 5 januari 1972 werd door de gemeenteraad met één stem verschil besloten deze Lastageweg niet aan te leggen en de nieuwe bebouwing volgens de oude rooilijnen te bouwen. Ook kwamen er geen kantoren maar woningen. Tussen 1975 en 1984 verrezen rondom het Pintohuis nieuwbouwwoningen langs de oude rooilijnen. De aanleiding tot de Nieuwmarktrellen op 24 maart en 8 april 1975 was de sloop van nog in goede staat verkerende woningen op het tracé van de aanleg van de Oostlijn van de Amsterdamse metro, die moesten wijken voor de tunnelbouw.

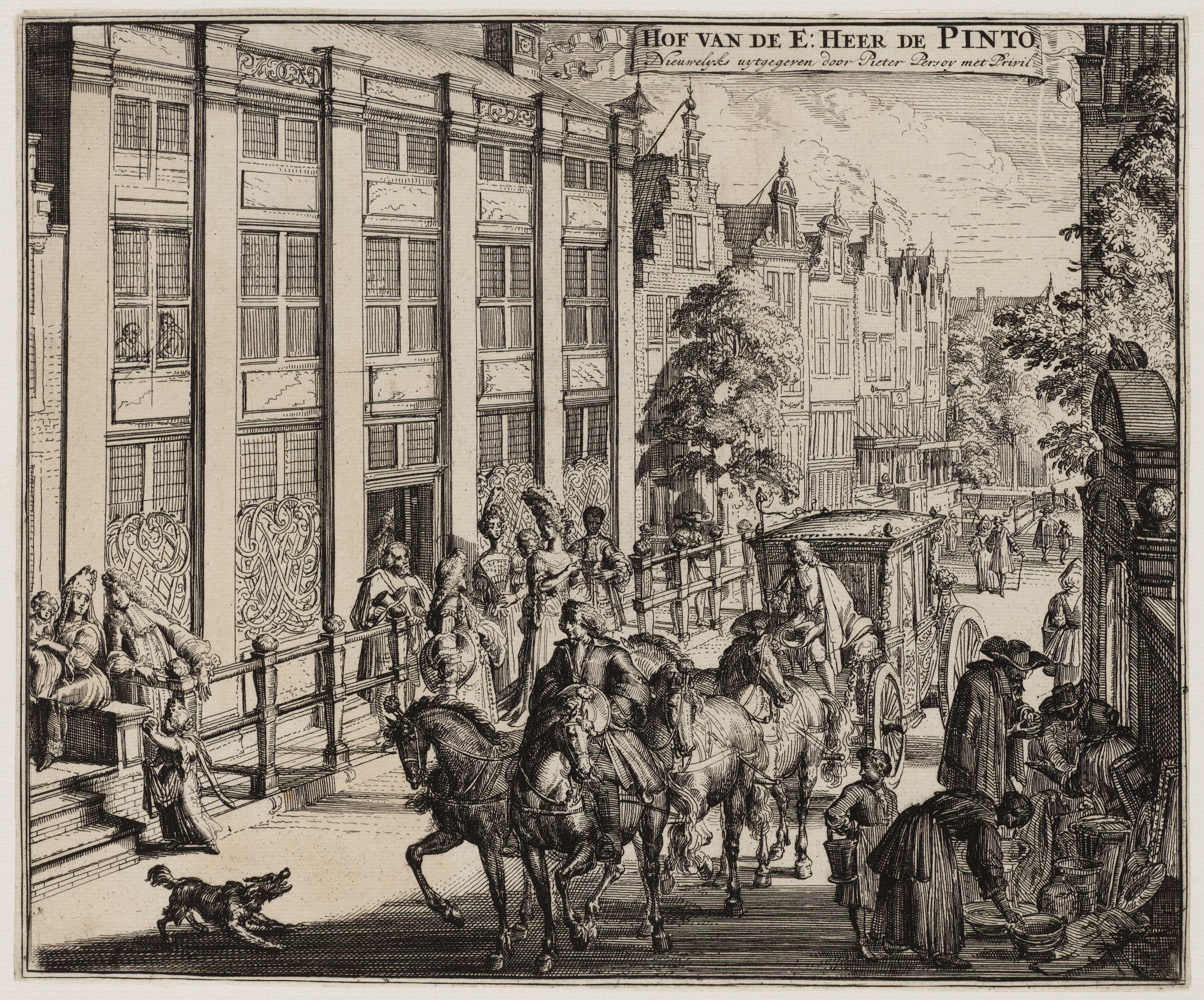
De Sint Antoniesbreestraat, gravure uit ca. 1690. Links het Huis De Pinto, rechts het Zuiderkerkhofpoortje Bron: bma.amsterdam.nl
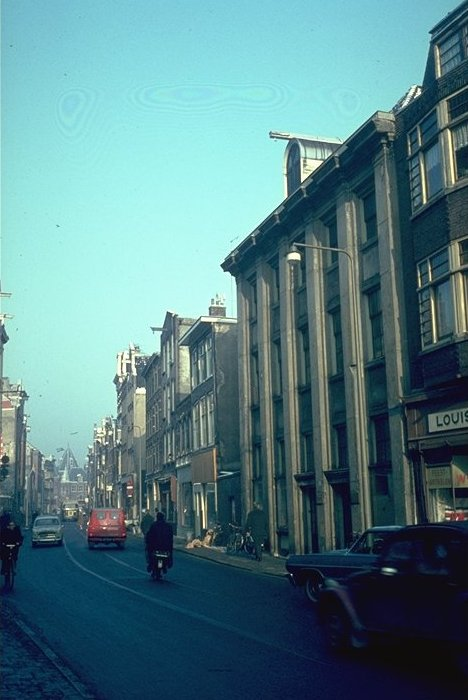
De Sint Antoniesbreestraat met het Huis De Pinto, ca. 1960. Bron: bma.amsterdam.nl
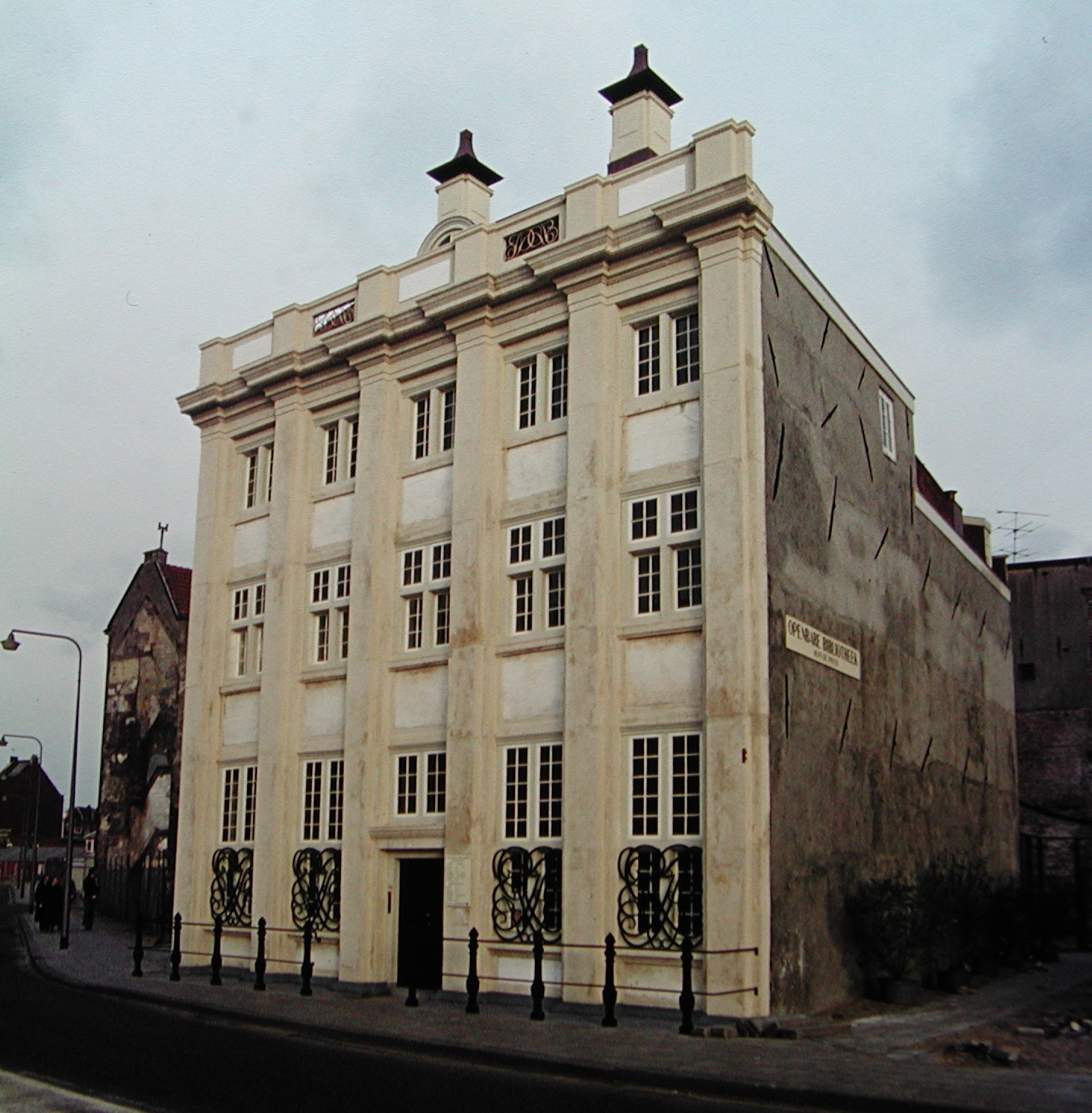
Het Huis De Pinto, ca. 1975, nadat de andere huizen waren afgebroken
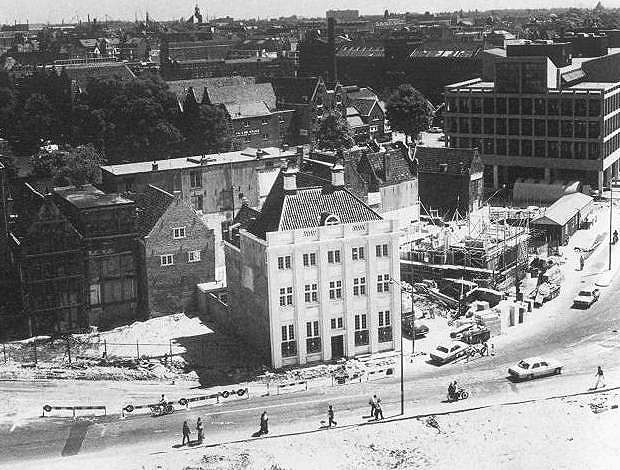
Het Pintohuis eenzaam in de Sint Antoniesbreestraat na de sloop van de meeste overige bebouwing.
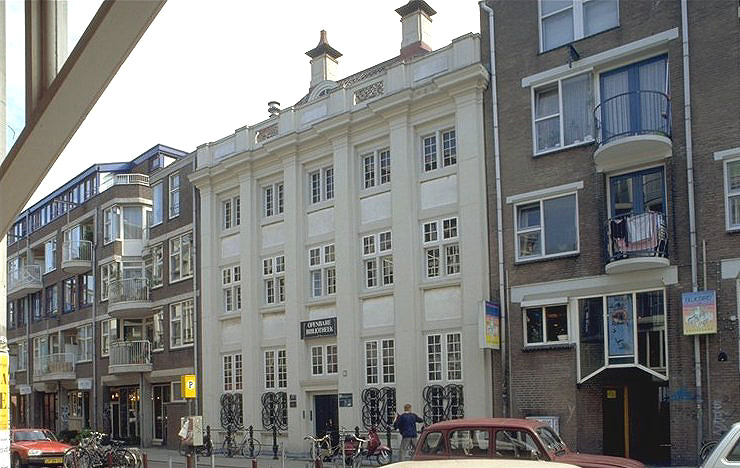
Huis De Pinto in 2007, met nieuwere bebouwing ernaast.